# Busenwurth
Busenwurth település Németországban, Schleswig-Holstein tartományban. Lakosainak száma 317 fő (2023. december 31.).

## Népesség
A település népességének változása:
| Lakosok száma | 301  | 282  | 316  | 312  | 316  | 318  | 317  |
|               | 1975 | 2014 | 2017 | 2019 | 2021 | 2022 | 2023 |